# 腹部脹氣
腹部脹氣（英語：abdominal bloating）也稱為腹脹，是一種在各種年齡下都可能發生的症狀，腹部脹氣可能和功能性腸胃疾病或是其他器質性疾病有關，但也可能只是單純的腹部脹氣而已，沒有其他潛在疾病。腹部脹氣的主觀感覺為「腹部（肚子）很撐、很飽而且很緊繃」。雖然腹部脹氣與腹部不適一詞在日常生活使用上相通，但兩者之間的病理生理學大致上是有差異的，然而這差異尚未被完全弄清楚。